# 山本徹 (1970年生の政治家)
山本 徹（やまもと とおる、1970年〈昭和45年〉2月18日 - ）は、日本の政治家。富山県議会議員（6期）。
全国都道府県議会議長会会長（第74代）、富山県議会議長（第131代）、富山県議会副議長（第121代）、高岡市議会議員（2期）を務めた。

## 来歴
富山県高岡市扇町出身。高岡市立横田小学校、高岡市立高岡西部中学校、富山県立高岡高等学校を経て、1994年（平成6年）、大東文化大学文学部日本文学科を卒業。卒業後、高岡丸二有限会社に入社し、同役員を務めた。
その後、自由民主党高岡市連合支部青年部部長を務め、1999年（平成11年）、高岡市議会議員選挙に初当選。2003年（平成15年）、再選。2004年（平成16年）6月23日、高岡市議会議員を辞職。同年7月11日、富山県議会議員高岡市選挙区補欠選挙に出馬し、初当選。商工労働常任委員会副委員長などを務め、2007年（平成19年）に再選。2期目は経営・企画委員会副委員長や厚生・環境委員会委員長を務め、2011年（平成23年）に再選。3期目は景気・雇用・金融対策特別委員会委員長、議会運営委員会副委員長、経済建設常任委員を務め、2015年（平成27年）に再選。4期目は次世代人材育成・確保特別委員会副委員長、総合交通対策特別委員会委員長のほか、自由民主党富山県支部連合会政務調査会長を務めた。2018年（平成30年）3月23日には富山県議会副議長に就任。2019年（平成31年）、再選。5期目は総合交通特別委員会委員長のほか、自由民主党富山県支部連合会総務会長を務めた。2023年（令和5年）、再選。同年5月2日、富山県議会議長に就任。同年6月20日には全国都道府県議会議長会（以下、議長会）の臨時総会で第74代会長に選任。会長就任後、山本は就任あいさつで少子化対策をテーマに挙げ、「中長期的に対策を進めるための安定財源、地方財源の確保、東京一極集中の是正を合わせて進めることが重要」との認識を示した。また、議長会の組織改革や地方議会のなり手不足解消にも意欲を示した。2025年（令和7年）3月24日、富山県議会議長を退任。同日、議長会会長を退任。